# Willstätt
Willstätt è un comune tedesco di 10 064 abitanti, situato nel land del Baden-Württemberg.

## Sport
La tradizione sportiva di Willstätt è maggiormente rappresentata dal calcio e dalla pallamano.
Lo Sportclub Sand 1946 è una società polisportiva attiva in diversi sport individuali e di squadra, la più rappresentativa delle quali è la squadra di calcio femminile professionistica che milita in Frauen-Bundesliga, massimo livello del campionato tedesco femminile di calcio e che negli anni ha fornito alcune delle sue atlete nelle formazioni di calcio femminile nazionale.
Il TV 08 Willstätt è una squadra di pallamano che tra il 1999 e il 2003 ha disputato l'Handball-Bundesliga, campionato di vertice del panorama pallamanistico tedesco, per poi affrontare un lento declino che nel 2004 l'ha fatta retrocedere in 2. Handball-Bundesliga-Süd (secondo livello, torneo meridionale), quindi dal 2010 in Oberliga Baden-Württemberg (campionato regionale di terzo livello).